# Tony Casillas
Tony Steven Casillas (Tulsa, 26 ottobre 1963) è un ex giocatore di football americano statunitense che ha giocato nel ruolo di defensive tackle nella National Football League (NFL). Fu scelto nel corso del primo giro (2º assoluto) del Draft NFL 1986 dagli Atlanta Falcons. Al college giocò a football all'Università dell'Oklahoma

## Carriera
Casillas fu scelto come secondo assoluto dagli Atlanta Falcons nel Draft 1986. Nella sua stagione da rookie partì subito come titolare, mettendo a segno 111 tackle e un sack. Nel 1989 mise a segno un record di franchigia per un defensive lineman di 152 e venne inserito nel Second-team All-Pro. Rimase coi Falcons fino al 1990 quando le parti si separarono a causa di problemi contrattuali. I suoi 478 tackle totali furono il quarto risultato della storia della franchigia e il migliore per un defensive lineman.
Nel 1991, Casillas passò ai Dallas Cowboys con cui giocò per tre anni specializzandosi nei blocchi sulle corse e vincendo due Super Bowl consecutivi. Nel 1994 passò come free agent ai Kansas City Chiefs ma fu presto svincolato a causa di problemi fisici. Passò così ai New York Jets con cui disputò due stagioni tormentate dagli infortuni. Chiuse la carriera facendo ritorno ai Cowboys nel 1996 e ritirandosi dopo la stagione 1997.

## Palmarès

### Franchigia
- Super Bowl : 2

Dallas Cowboys: XXVII, XXVIII
- National Football Conference Championship: 2

Dallas Cowboys: 1992, 1993

### Individuale
- Second-team All-Pro: 1

1989
- PFWA All-Rookie Team - 1986
- Lombardi Award - 1985
- College Football Hall of Fame

## Statistiche
| Partite    | 186  |
| Sack       | 23,0 |
| Intercetti | 0    |